# Johanan ben Baroka
Johanan ben Baroka (o abbreviato come Johanan b. Baroka; in ebraico רבי יוחנן בן בְּרוֹקַה‎?, a volte scritto come יוחנן בן ברוקא, entrambi da leggersi Yochanan ben [figlio di] Beroka) (Israele, II secolo – ...) era un saggio ebreo, rabbino Tanna della 2/3ª generazione (110 – 135 e.v.),.
La Mishnah ci ha tramandato il suo nome,  molte delle sue decisioni Halakhiche, e altre sue interpretazioni vengono citate nelle Baraitot.
Il suo scritto nel Pirkei Avot tratta del tema di Chillul Hashem (ebraico: חילול השם,  profanazione [del] Nome [di Dio]):
Viene anche citato nell'Aggadah. Secondo Yochanan, il detto della Genesi 1:28, "Siate fecondi e moltiplicatevi, riempite la terra", implica un dovere di propagazione  che spetta sia alla donna che all'uomo.
Yochanan ebbe un figlio, Rabbi Ishmael ben Johanan ben Baroka, che viene segnalato nella quarta generazione dei saggi Tannaim.